# Juaca Bobela
Joaquina González García Bobela, más conocida como Xuaca Bobela en asturiano, su lengua materna.  (Oviedo, 19 de junio de 1759 - 16 de septiembre de 1844), fue una heroína española de la Guerra de la Independencia Española.
El 9 de mayo de 1808, una vez conocidos los acontecimientos del levantamiento del dos de mayo en Madrid, junto con Marica Andallón y un grupo de partidarios impide al secretario del general francés Murat la publicación de un bando.
El 10 de mayo de 1808 arrancó los edictos de los arcos del Regente y la Soledad.
Otra de sus hazañas fue el dar la señal de alarma cuando se sacaron las armas de la Real Fábrica o cuando participó en el desarme de los Carabineros Reales y el Regimiento de Hibernia.
Por su labor en la contienda fue recibida por Fernando VII, quien le otorgó una pensión vitalicia.
Estaba casada con Pedro Pascual Barredo.